# Pingalla lorentzi
Pingalla lorentzi és una espècie de peix pertanyent a la família dels terapòntids.

## Descripció
- Pot arribar a fer 20 cm de llargària màxima.
- 13-14 espines i 11-13 radis tous a l'aleta dorsal i 3 espines i 8-9 radis tous a l'anal.[6][7]

## Reproducció
Hom creu que té lloc entre principis i mitjans de l'estació humida (del novembre al febrer).

## Alimentació
És omnívor i la seua dieta inclou algues bentòniques.

## Hàbitat
És un peix d'aigua dolça, bentopelàgic i de clima tropical (3°S-15°S).

## Distribució geogràfica
Es troba a Nova Guinea i Austràlia.

## Observacions
És inofensiu per als humans.